# ATP Buenos Aires 1970
L'ATP Buenos Aires 1970 è stato un torneo di tennis giocato sulla terra rossa. È stata la 41ª edizione del torneo, che fa parte del Pepsi-Cola Grand Prix 1970.Si è giocato a Buenos Aires in Argentina dal 31 ottobre all'8 novembre 1970.

## Campioni

### Singolare maschile
Željko Franulović ha battuto in finale  Manuel Orantes con il punteggio di 6–4, 6–2, 6–0

### Doppio maschile
Bob Carmichael /  Ray Ruffels hanno battuto in finale  Željko Franulović /  Jan Kodeš con il punteggio di 7–5 6–2 5–7 6–7 6–3